# Steam (East 17-dal)
A Steam című dal az East 17 nevű brit fiúcsapat második kimásolt kislemeze az azonos címet viselő albumról. A dal 1994. szeptember 19-én jelent meg a London Records kiadónál. Az album több európai slágerlistára is felkerült, azonban előkelő helyezést nem ért el.
A Limitált kiadású remix Maxi CD-hez East 17 logóval ellátott matrica volt az ajándék.

## Megjelenések
CD Maxi (The Remixes - Limited Edition)  London Records – INT 857 747.2
1. Steam (P&C Vocal Mix) - 6:22 Remix – P&C
2. Steam (Overworld Haze Mix) - 5:59 Remix – Overworld
3. Steam (Overworld Dub) - 6:51 Remix – Overworld
4. Deep (House Of Funk Mix) - 4:22 Remix – House Of Funk

## Slágerlista
| Slágerlista (1994)                   | Legjobb helyezés |
| ------------------------------------ | ---------------- |
| Ausztrália (ARIA)                    | 18               |
| Ausztria (Ö3 Austria Top 75)         | 28               |
| Belgium (Ultratop Flanders)          | 28               |
| Franciaország (SNEP)                 | 46               |
| Finnország (Suomen virallinen lista) | 12               |
| Németország (Media Control AG)       | 23               |
| Írország (IRMA)                      | 6                |
| Hollandia (Single Top 100)           | 13               |
| Svédország (Sverigetopplistan)       | 34               |
| Svájc (Schweizer Hitparade)          | 12               |
| UK (Official Chart Company)          | 7                |

## Közreműködő előadók
- Borító – Form
- Hangmérnök – Ollie J
- Management – Massive
- Master – timtom*
- Mix és Produceri munkák – Phil Harding And Ian Curnow*, Rob Kean
- Fényképezte – Lawrence Watson
- Producer [Asszisztens] – Matt Rowebottom
- Producer – Richard Stannard
- Írta – Rowe*, Stannard*, Mortimer*